# Eho
Eho är ett finländskt släktnamn. Namnet är inte vanligt; enligt Myndigheten för digitalisering och befolkningsdata hade endast 94 personer namnet Eho som släktnamn i slutet av 2021. Släktnamnet Eskelin har förfinskat till Eho i början av 1900-talet.
Även några företag som bageriet Ehon Leipomo Oy använde namnet Eho.

## Personer med efternamnet Eho
- Auli Eho (född 1948), finländsk författare och journalist
- Hugo Eho (1891–1979), finländsk bildkonstnär
- Jouni Eho (född 1979), finländsk basketspelare
- Martti Eho (1924–2017), finländsk jordägare och krigsveteran
- Ulla Eho-Saario (född 1959), finländsk organist och kantor
- Wilma Eho (1922–2012), finländsk lotta, undervisningsråd och kommunalpolitiker